# Вірдум (Німеччина)
Вірдум (нім. Wirdum) — сільська громада в Німеччині, розташована в землі Нижня Саксонія. Входить до складу району Аурих. Складова частина об'єднання громад Брокмерланд.
Площа — 14,94 км2. Населення становить 1025 ос. (станом на 31 грудня 2021).

## Галерея

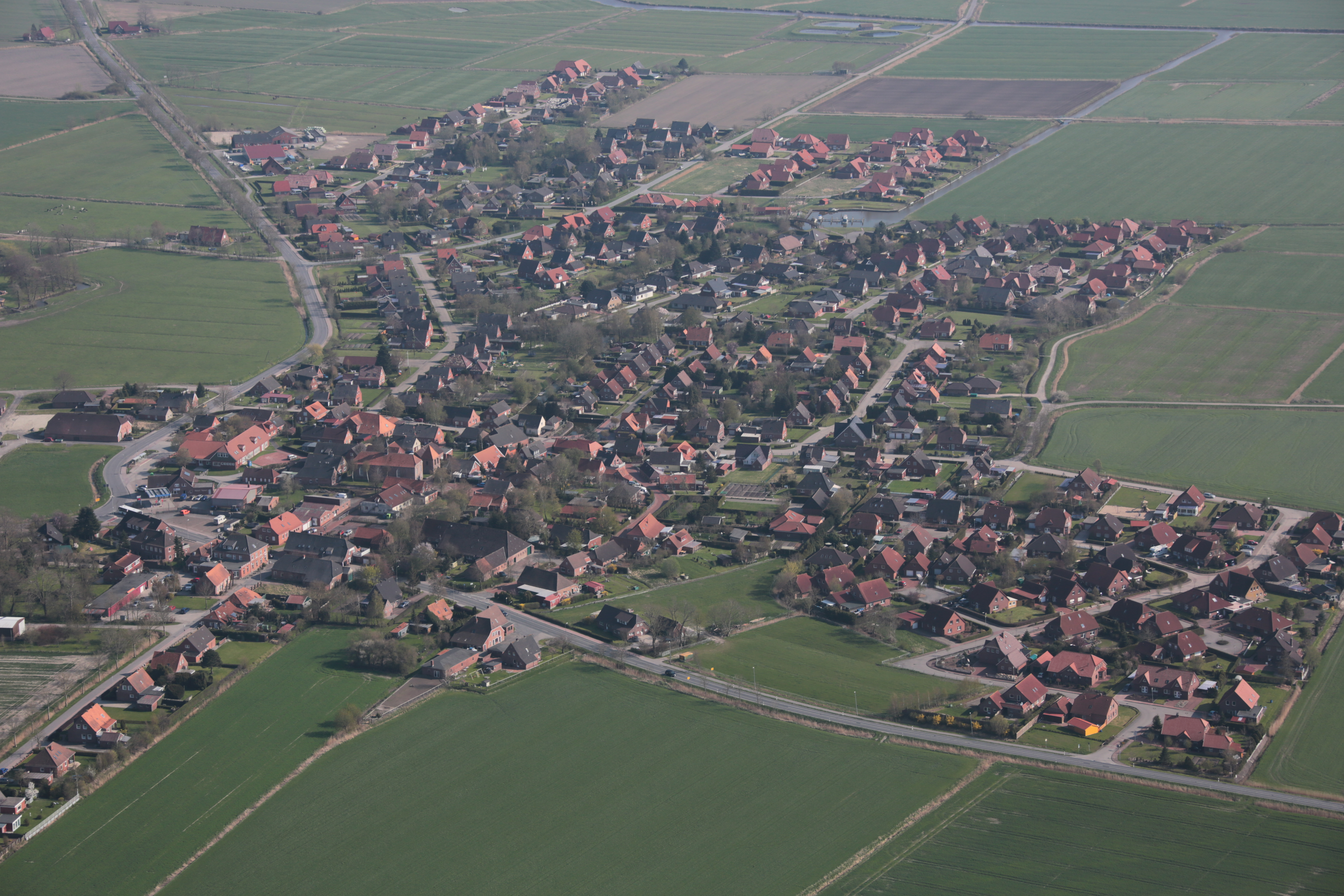
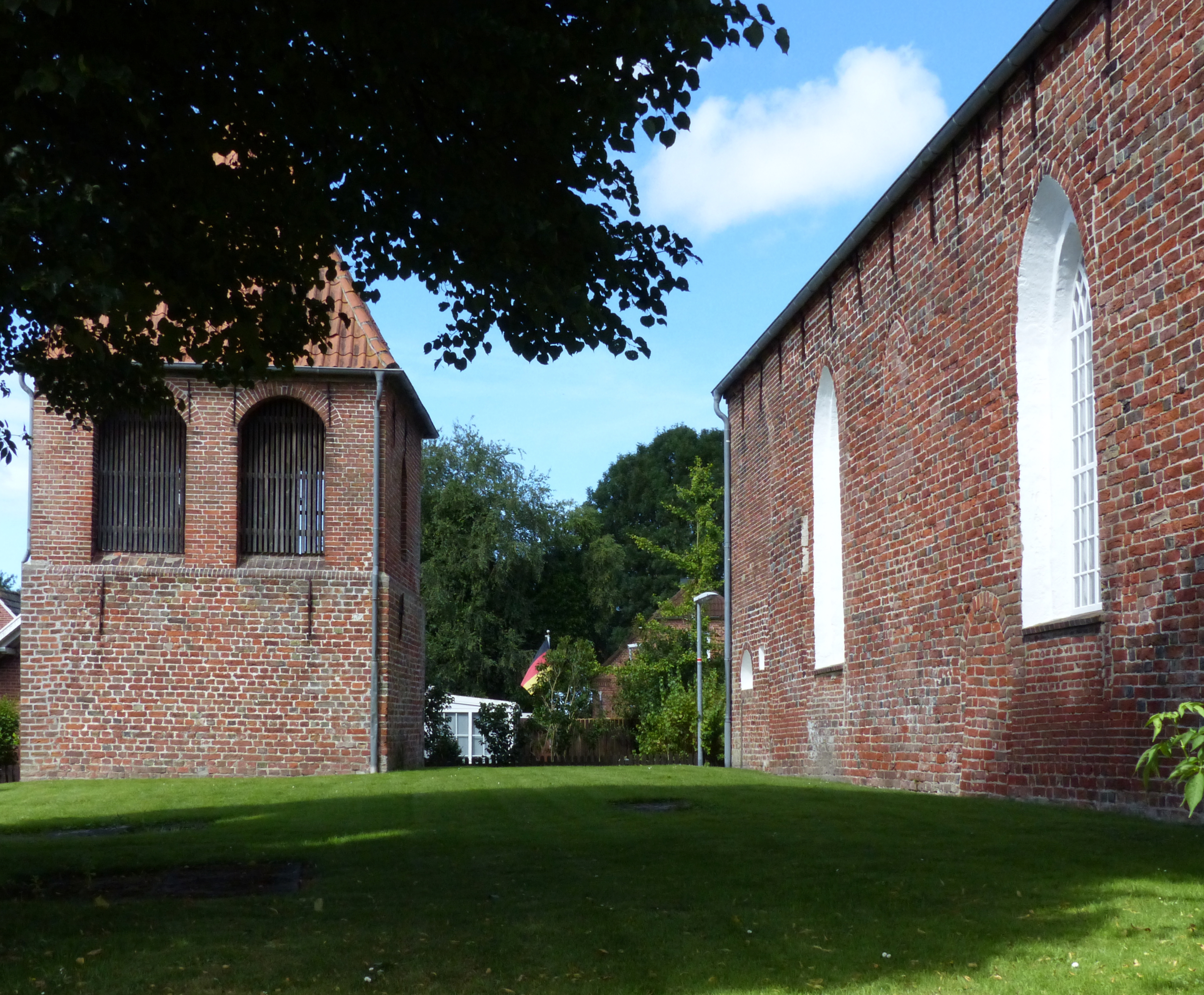
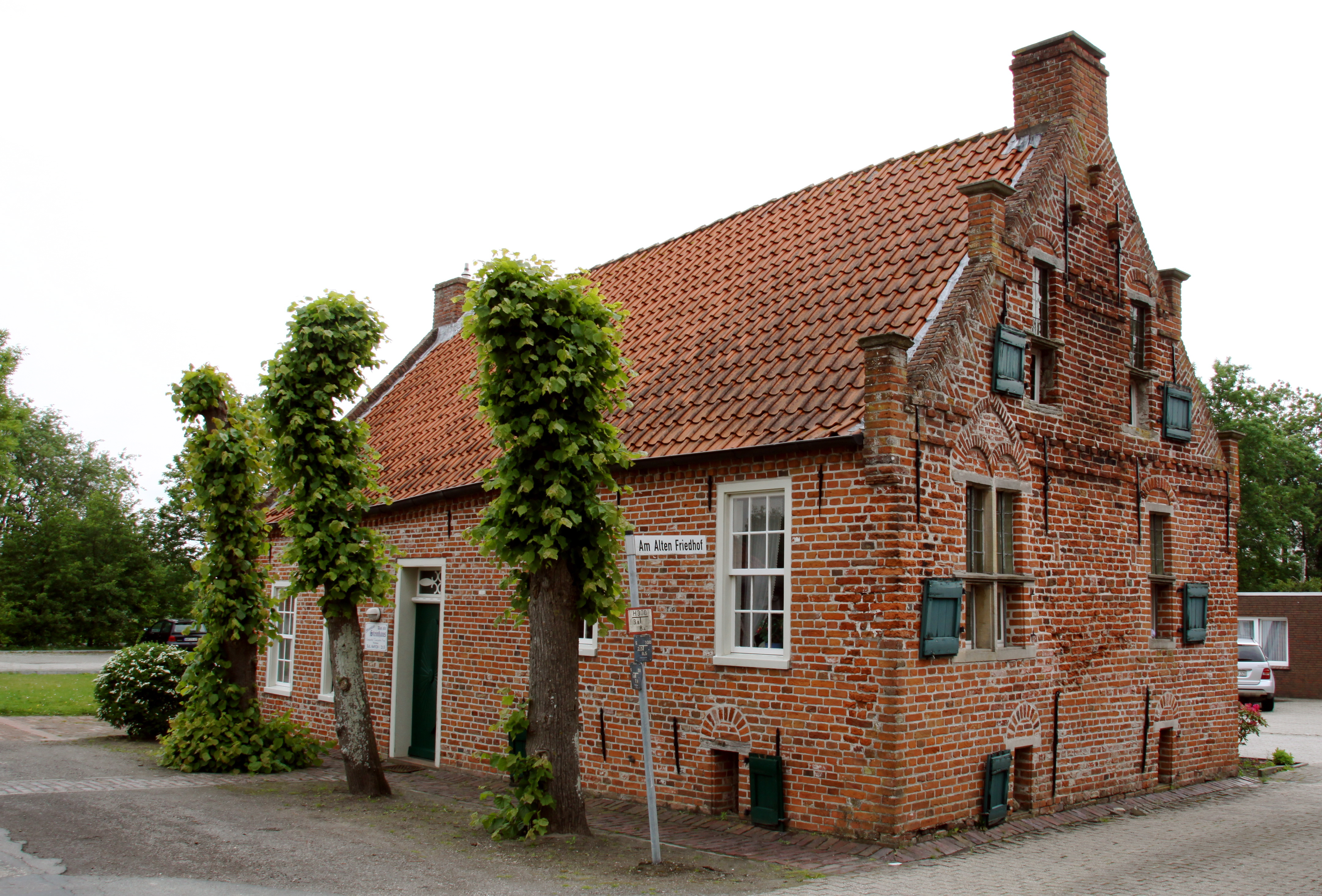